# Dytryk VII
Dytryk VII (według innych wersji numeracji: IX lub VIII) (ur. ok. 1291 r., zm. 7 lipca 1347 r.) – hrabia Kleve od 1310 lub 1311 r.

## Życiorys
Dytryk był najstarszym synem hrabiego Kleve Dytryka VI (VIII/VII) i jego drugiej żony Małgorzaty, córki Eberharda I, hrabiego Kiburg z bocznej linii Habsburgów. Po śmierci ojca hrabstwo Kleve objął przyrodni brat Dytryka z pierwszego małżeństwa ojca, Otto. Po kilku latach jednak nieoczekiwanie zmarł w 1310 lub 1311 r. nie pozostawiając męskiego potomka i hrabią Kleve został Dytryk. Roszczenia do co najmniej części terytorium zgłosiła wdowa po zmarłym bracie w imieniu swej córki Irmgardy, która uzyskała poparcie swego potężnego stryja, arcybiskupa Kolonii Henryka z Virneburga, a także hrabiego Mark Engelberta II. Zgłoszenia do części terytorium Kleve zgłosili również władcy Brabancji. Dytryk zdołał jednak do 1317 zabezpieczyć swoje władztwo dzięki poparciu udzielonemu w zwycięskiej walce o tron niemiecki Ludwikowi IV Wittelsbachowi (podczas gdy jego konkurencji popierali Fryderyka Habsburga). 
Od tego czasu Dytryk starał się trzymać z dala od zbrojnych konfliktów. Kleve straciło w tym okresie na znaczeniu międzynarodowym, Dytryk jednak miał okazję do zadbania o wewnętrzne sprawy swojego hrabstwa. Dbał o miasta (m.in. nadając im prawa miejskie, np. Sonsbeck), rozwój produkcji tekstylnej, promował także kolonizację terenów nad dolnym Renem. Zreformował administrację, reorganizując m.in. aparat skarbowy i archiwum. Rozbudował miasto Kleve, ustanawiając je głównym ośrodkiem administracyjnym i siedzibą księcia.
Ponieważ Dytryk nie mógł doczekać się synów, stopniowo przygotowywał do objęcia po sobie następstwa swego młodszego brata Jana. Już w 1318 r. wydzielił mu część terytorium hrabstwa. Współpraca między braćmi układała się dobrze z wyjątkiem okresu między 1333 i 1338 r., gdy Dytryk próbował doprowadzić do zapewnienia dziedzictwa po sobie swoim córkom, z pominięciem Jana. Gdy Dytryk zmarł w 1347 r., jego następcą został Jan – ponieważ jednak ten był bezdzietny, ostatecznie hrabstwo Kleve przypadło w 1368 r. synowi najstarszej córki Dytryka, Adolfowi I z Mark. Sam Dytryk został pochowany w ufundowanej przez siebie, ale jeszcze nieukończonej w chwili jego śmierci kolegiacie w Kleve.

## Rodzina
Adolf był dwukrotnie żonaty. Pierwszą jego żoną była Małgorzata, córka hrabiego Geldrii Renalda I (ich zaręczyny potwierdzały sojusz ojca Dytryka z Renaldem), a po jej śmierci – od 1340 r. Maria, córka hrabiego Jülich Gerarda V. Ze związków tych pochodziły wyłącznie córki: 
- z pierwszego małżeństwa:
  - Małgorzata, żona hrabiego Mark Adolfa II, matka przyszłego hrabiego Kleve Adolfa I,
  - Elżbieta, żona burgrabiego Zelandii Gerarda z Voorne, a potem następcy tronu heskiego Ottona (syna landgrafa Henryka II Żelaznego),
- z drugiego małżeństwa:
  - Maria.